# جورج فورسيث
جورج فورسيث (بالإنجليزية: George Forsythe)‏ هو أستاذ جامعي وعالم حاسوب ورياضياتي أمريكي، ولد في 8 يناير 1917 في ولاية كوليج في الولايات المتحدة، وتوفي في 9 أبريل 1972 في ستانفورد في الولايات المتحدة.